# Řetůvka
Řetůvka är en ort i Tjeckien. Den ligger i regionen Pardubice, i den östra delen av landet, 140 km öster om huvudstaden Prag. Řetůvka ligger 375 meter över havet och antalet invånare är 243.
Terrängen runt Řetůvka är kuperad åt sydost, men åt nordväst är den platt. Runt Řetůvka är det tätbefolkat, med 257 invånare per kvadratkilometer. Närmaste större samhälle är Ústí nad Orlicí, 3,4 km nordost om Řetůvka. Trakten runt Řetůvka består till största delen av jordbruksmark.